# Vassek Troubatchev et ses camarades
Pour plus de détails, voir Fiche technique et Distribution.
Vassek Troubatchev et ses camarades (en russe : Васёк Трубачёв и его товарищи, Vasyok Trubachyov i yego tovarishch) est un film pour enfants soviétique en noir et blanc réalisé par Ilia Frez en 1955, adapté de la nouvelle de Valentina Oseeva (ru) faisant partie de la trilogie éponyme. Le film est produit par Gorki Film Studio.

## Synopsis
L'histoire se déroule dans Moscou d'après-guerre et relate le quotidien des trois pionniers soviétiques: Vassili (Vassek), Kolia et Sacha. Ils découvrent les règles de la camaraderie, les valeurs morales et vivent leur vie d'enfants. A l'école, les enfants doivent résoudre la succession de quiproquo engendrée par la disparition des crayons du tableau noir.

## Fiche technique
- Production : Gorki Film Studio
- Réalisation : Ilia Frez
- Deuxième réalisateur : Édouard Botcharov
- Scénario : Valentina Oseeva, Boris Starchev
- Caméraman : Militsa Bogatkova
- Décors : Ludmila Bessmertnova
- Costumes : Ekaterina Aleksandrova
- Musique : Mikhaïl Ziv
- Texte des chansons : Mikhaïl Lvovski
- Son: Léon Kann
- Montage : Berta Pogrebinskaya
- Genre : film d'aventures
- Langue : russe
- Durée : 80 min.
- Pays : Russie/URSS
- Sortie : 1955

## Distribution
- Oleg Vichnev : Vassek Troubatchev
- Sacha Tchoudakov : Kolia Odintsev
- Vova Semenovitch : Sacha Boulgakov
- Jora Aleksandrov : Petka Roussakov
- Slava Devkine : Kolya Mazine
- Natacha Rytchagova : Sinitsyna
- Valeri Safarbekov : Malutine
- Youra Bachkirov : Madvedev
- Borya Kanareikine : Belkine
- Olia Troitskaya : Zorina
- Youri Bogoliubov : Sergueï Nikolaevitch, l'instituteur
- Léonide Kharitonov : Mitya Bourtsev, chef des pionniers
- Piotr Aleïnikov : le père de Roussakov
- Ivan Peltser : Grozny, le surveillant
- Anastasia Zouïeva : tante Dounia
- Kirill Lavrov : épisode